# FastPCR
FastPCR – pakiet zintegrowanych narzędzi bioinformatycznych wykorzystywanych do projektowania starterów RNA, sond molekularnych oraz oligonukleotydów używanych do łączenia fragmentów DNA w metodzie PCA. Program pozwala także na przeprowadzanie in silico PCR i analizę sekwencji, w tym ich dopasowania oraz wyszukiwanie różnych typów elementów repetytywnych.

## Podstawowe cechy programu
FastPCR jest przeznaczony do analizy sekwencji kwasów nukleinowych oraz projektowania starterów i sond molekularnych wykorzystywanych w szeregu technik biologii molekularnej. Dotyczy to różnych modyfikacji techniki PCR (inverse PCR, multiplex PCR, overlap extension PCR, real-time PCR, polymerase cycling assembly (PCA)), jak i technik bazujących na sondach molekularnych, w tym w doświadczeniach z mikromacierzami oraz sond typu molecular beacon. 
- Sekwencja zaprojektowanych oligonukleotydów sprawdzana jest pod kątem temperatury topnienia oraz skłonności do tworzenia struktur drugorzędowych typu spinki do włosów, dimerów i G-kwadrupleksów. W przypadku dłuższych oligonukleotydów możliwe jest sprawdzenie złożoności językowej (ang. linguistic sequence complexity). Temperatura topnienia obliczana jest według metody najbliższego sąsiada.
- Opcja in silico PCR pozwala przewidywać możliwość powstania niespecyficznych produktów PCR, przewidywać potencjalne miejsca przyłączenia sond oraz opracować optymalną temperaturę annealingu w reakcji PCR.
- FastPCR umożliwia identyfikację różnych typów elementów repetytywnych, w tym powtórzeń prostych i odwróconych, obecności elementów strukturalnych transpozonów, takich jak LTR(inne języki) i TIR, a także obecność "samosterujących" endonukleaz (ang. homing endonuclease).
- Program pozwala na analizę sekwencji pod kątem procentowej zawartości par GC w stosunku do par AT, oraz modyfikacji tego parametru w postaci proporcji par AT względem par GT, proporcji puryn względem pirymidyn, lub pirymidyn względem puryn. Dostępne opcje uwzględniają także analizę złożoności językowej, analizę obecności miejsc restrykcyjnych oraz tworzenie losowych sekwencji.